# Струм'яни
Струм'яни (стримонці) — південнослов'янське плем'я, що населяло в Середньовіччя землі уздовж річки Струми. Вони входили в союз македонських слов'ян. У VII віці плем'я струм'яни разом з сагудатими, ріхнинами і драговітами буруть участь в осаді міста Солунь, тепер це грецьке місто Салоніки. У 658 році імператор Констант другий захопив струм'ян і вони виплачували йому дань. Плем'я струм'яни розтворилося в грецькому народі.